# Ascotis marmorata
Ascotis marmorata là một loài bướm đêm trong họ Geometridae.